# Gowappa 5 Godam
Go-wapper 5 Go-dam (ゴワッパー5ゴーダム Gowappā Faibu Gōdamu?) es una serie de anime mecha creada por el estudio Tatsunoko Production. Consta de 36 episodios que se transmitieron desde el 4 de abril de 1976 hasta el 29 de diciembre del mismo año.

## Argumento
Un grupo de cinco amigos de la infancia de la ciudad de Edo exploran una extraña isla rocosa y descubren el mecha que el Doctor Hoarai había estado creando para resistir el inminente ataque de una raza de gente de las rocas subterráneas.
El doctor Hoarai fue ridiculizado por la comunidad científica por sus predicciones de que se produciría tal ataque. Los jóvenes deciden unirse al el (que estaba muerto pero había transferido su mente a una computadora) para pilotear los vehículos y proteger la Tierra.
Nace el equipo Gowapper 5 Godam. Encabezándolos está Youko Misaki (岬洋子?), la valiente líder y piloto del A-Plane, una aeronave de última generación. Junto a él, Go Tsunami (津波　豪?) actúa como vice-líder y piloto del Geso Machine, capaz de realizar movimientos ágiles. Daikichi Kameyama (亀山 大吉?) se destaca como el piloto del Turtle Tank, un vehículo blindado.
Goemon Koishikawa (小石川五ェ門?) maneja con maestría el Helimarine, una innovadora máquina que asegura la movilidad en cualquier terreno. Completa el equipo Norisuke Kawaguchi (河口のり助?), hábil piloto del Hermit Jeep, un vehículo equipado con la más avanzada tecnología.
Estos dedicados pilotos no solo defienden la ciudad de amenazas externas, sino que también representan un faro de esperanza y seguridad para sus conciudadanos. Con la ayuda del gigante robot de lucha Godam, el equipo Gowapper bajo el liderazgo de Yoko Misaki debe enfrentarse a las hordas de gente inhumana subterránea.

## Personajes
| Nombre japonés     | Vehículo      | Actor de voz       |
| ------------------ | ------------- | ------------------ |
| Yoko Misaki        | A-Plane       | Terumi Niki        |
| Go Tsunami         | Gasomashin    | Yoshito Yasuhara   |
| Miki               |               | Atsuko Mine        |
| Godam              |               | Iemasa Kayumi      |
| Sentaro Shima      |               | Kazuyuki Sogabe    |
| Goemon Koishikawa  |               | Kiyoshi Komiyama   |
| Ayahnya Daikichi   |               | Mitsuo Senda       |
| Ibunya Daikichi    |               | Natsuko Fuji       |
| Rob Row            |               | Ryusei Nakao       |
| Kapten             |               | Saburo Kamei       |
| Norisuke Kawaguchi |               | Sachiko Chijimatsu |
| Kaisar Jigokuda    |               | Takeshi Watabe     |
| Godaemon           | Heli-Marine   |                    |
| Norisuke           | Yadokari Jeep |                    |
| Daikichi Kameyama  | Turtle Tank   | Kaneta Kimotsuki   |
| Doktor Hoarai      |               |                    |
| Jo                 |               |                    |
| Jenderal Maguda    |               | Mikio Terashima    |

## Producción
Debido a que Gowappa estaba compitiendo con otro anime de robots llamado UFO Robot Grendizer, así como con un popular programa de televisión llamado Up Down Quiz, ambos en el mismo intervalo de tiempo, se enfrentó a una batalla extremadamente difícil por ratings, y luego se trasladó a mitad de la transmisión de la "Hora Dorada" del domingo a un horario nocturno entre semana, donde sus ratings sufrieron.
Después de mudarse, Tatsunoko intentó ampliar el alcance de la serie convirtiendo a Gordam en un robot combinado, pero esto no atrajo a los espectadores de regreso, por lo que terminó después de tres temporadas (36 episodios). Antes y después de esta serie, ha habido muchas series de Tatsunoko transmitidas en los mismos canales que tuvieron que luchar por los ratings de la misma manera.
Aunque la serie tiene un tema musical brillante y situaciones alegres, la historia luego progresó para incluir partes más serias, con episodios que terminan con una nota bastante amarga.

## Personal
- Planificación: Jinzo Toriumi, Akiyoshi Sakai
- Obra original: Tatsuo Yoshida, Tatsunoko Productions Planning Room
- Serialización en revistas: Tanoshii Youchien, Otomodachi, Bouken'oh
- Dirección de arte: Mitsuyoshi Kozugi, Tsuneo Nonomiya
- Director de grabación: Kan Mizumoto
- Edición: Hajime Taniguchi, Tomoko Kita, Yoko Nidome
- Música: Bob Sakuma
- Productores: Masatsuku Nagai, Takehiko Goto
- Colaboración de producción: Sunrise
- Producción: Tatsunoko Pro, ABC TV (primera parte), Japan Educational TV (NET TV, ahora TV Asahi)

## Banda sonora
- Opening: "Ikuzo! Gordam" (行くぞ! ゴーダム)
  - Interpretada por: Ichiro Mizuki, Young Fresh
  - Composición: Asei Kobayashi
  - Letra: Ichiro Wakabayashi
  - Arreglos: Nozomi Aoki
- Ending: "Song of Gowapper 5" (ゴワッパー5の歌)
  - Interpretada por: Ichiro Mizuki, Young Fresh
  - Composición: Asei Kobayashi
  - Letra: Ichiro Wakabayashi
  - Arreglos: Nozomi Aoki